# Xã Harmony, Quận Edmunds, South Dakota
Xã Harmony (tiếng Anh: Harmony Township) là một xã thuộc quận Edmunds, tiểu bang Nam Dakota, Hoa Kỳ. Năm 2010, dân số của xã này là 159 người.